# Lagocephalus lagocephalus
Lagocephalus lagocephalus es una especie de peces de la familia Tetraodontidae en el orden de los Tetraodontiformes.

## Subespecies
- Lagocephalus lagocephalus lagocephalus (Linnaeus 1758
- Lagocephalus lagocephalus oceanicus (Jordan & Evermann, 1903.[1]